# Microzetes processus
Microzetes processus är en kvalsterart som först beskrevs av Balogh och Sandór Mahunka 1977.  Microzetes processus ingår i släktet Microzetes och familjen Microzetidae. Inga underarter finns listade i Catalogue of Life.